# Мурото
Муро́то (яп. 室戸市, むろとし, МФА: [muɾoto ɕi̥]?) — місто в Японії, в префектурі Коті. Розташоване в південно-східній частині префектури.    Отримало статус міста 1959 року. Площа становить 248,30 км². Станом на 1 липня 2012 року населення складало 14 537  осіб, густота населення — 58,5 осіб/км².     

## Демографія
Згідно з даними перепису населення Японії, населення Мурото зменшується з 60-х років, а в період з 2000-го по 2020 рік зменшилося вдвічі. Станом на 1 жовтня 2020 року населення складало 11 742 осіб, з яких чоловіків — 5648 осіб, жінок — 6094 осіб. Густота населення — 47,3 осіб/км².

## Клімат
Місто знаходиться у зоні, котра характеризується вологим субтропічним кліматом. Найтепліший місяць — серпень із середньою температурою 25.6 °C (78 °F). Найхолодніший місяць — січень, із середньою температурою 6.7 °С (44 °F).
| Клімат Мурото           | Клімат Мурото | Клімат Мурото | Клімат Мурото | Клімат Мурото | Клімат Мурото | Клімат Мурото | Клімат Мурото | Клімат Мурото | Клімат Мурото | Клімат Мурото | Клімат Мурото | Клімат Мурото | Клімат Мурото |
| Показник                | Січ.          | Лют.          | Бер.          | Квіт.         | Трав.         | Черв.         | Лип.          | Серп.         | Вер.          | Жовт.         | Лист.         | Груд.         | Рік           |
| Середній максимум, °C   | 10            | 11            | 13            | 18            | 21            | 23            | 27            | 29            | 26            | 21            | 17            | 13            | 19            |
| Середня температура, °C | 7             | 7             | 10            | 14            | 18            | 21            | 25            | 26            | 23            | 19            | 14            | 10            | 16            |
| Середній мінімум, °C    | 4             | 4             | 7             | 11            | 15            | 18            | 22            | 23            | 21            | 16            | 11            | 7             | 13            |
| Норма опадів, мм        | 62            | 98            | 177           | 272           | 271           | 347           | 326           | 326           | 367           | 189           | 122           | 71            | 2626          |
| ----------------------- | ------------- | ------------- | ------------- | ------------- | ------------- | ------------- | ------------- | ------------- | ------------- | ------------- | ------------- | ------------- | ------------- |
| Джерело: Weatherbase    |               |               |               |               |               |               |               |               |               |               |               |               |               |